# Cristina Deutekom
Cristina Deutekom, também conhecida como Christine Deutekom e Christina Deutekom (28 de Agosto de 1931 - 7 de agosto de 2014, Amsterdão, foi uma Soprano coloratura holandesa.
Ela cantou com vários dos tenores de seu tempo incluindo Carlo Bergonzi, Josep Carreras, Franco Corelli, Plácido Domingo, Nicolai Gedda, Alfredo Kraus, Luciano Pavarotti e Richard Tucker

## Carreira
Deutekom nasceu em 1931 como Stientje Engel. 
Em 1963 ela estreou com a Ópera Holandesa como a Rainha da Noite na ópera de Mozart, A Flauta Mágica. Depois de papéis menores com a companhia de ópera, ela cogitou para com a carreira, pois não havia progresso.
Durante uma apresentação da ópera Der Rosenkavalier na Espanha  (na qual ela cantava o pequeno papel de 'Marianne Leitmetzerin') Cristina estava aquecendo em seu vestiário (aquecia com Der Hölle Rache kocht in meinem Herzen, de Mozart, papel da Rainha da Noite) quando Elisabeth Schwarzkopf escutou-a. Conta-se que ela disse "Você sabe o que está cantando aqui?" e ficou chocado por Cristina não estar cantando aquilo pelo mundo.
" Eu não conheço nenhum empresário que reconheça esse talento", e apresentou-a a seu próprio empresário, Rudi Rothenberg.
Ela conquistou a maioria das casas de ópera na qual se apresentou com "Der Holle Rache". Após sua apresentação na Royal Opera House no Covent Garden a revista "Opera" publicou: "Com exceção de Maria Callas em seu a auge, aqui nós raramente ouvimos algo igual antes". Em 1968 ela foi para a Metropolitan Opera, em Nova Iorque, foi aclamada pelo The New York Times como "a melhor Rainha da Noite de nosso tempo".. Em 1974 ela abru a temporada do Met como Elena em I vespri siciliani ao lado de Plácido Domingo.
Além de Rainha da Noite, seus papéis nas óperas de Mozart Incluem Donna Anna em Don Giovanni, Fiordiligi in Così fan tutte e Vitellia em La clemenza di Tito. Ela cantou trabalhos Bel canto, especificamente na ópera Armida de Rossini, nas ópera de Bellini, Norma , e em Lucia di Lammermoor de Donizetti.
Ela também cantou grandes papéis dramáticos de Verdi, incluindo Abigaile em Nabucco, Lady Macbeth, Leonora em Il trovatore, Amelia em Un ballo in maschera e Elena em I vespri siciliani. Outros papéis que foram gravados comercialmente incluem Giselda em I lombardi e Odabella em Atilla. Também cantou papéis em Medea de Cherubini e Turandot de Puccini.
Deutekom decidiu encerrar sua carreira no último dia de 1986, depois de sofrer de problemas cardíacos durante uma apresentação de Amaya em Bilbau. Ela deu palestras em todo o mundo.
Ela retornou em novembro de 1996 na Casa de Óperas Concertgebouw, com 65 anos de idade, cantou o Bolero de I vespri siciliani e a ária de Anna Elisa Liebe, du Himmel auf Erden, da opereta Paganini, que "trouxe a casa abaixo". 
Em 2001 ela era professora convidada no Conservatório real de Haia, porém após sofrer um AVC ela se desligou de sua vida pública.
Ela faleceu em 7 de agosto de 2014 depois de uma queda em sua casa
1. ↑  http://www.muziekencyclopedie.nl/action/entry/Cristina+Deutekom
2. ↑  https://archive.is/20150809132506/http://www.ahk.nl/en/conservatorium/graduates/2013/news/message/titel/soprano-cristina-deutekom-82-passed-away-1/
3. ↑  http://www.operanostalgia.be/html/Deutekom.html
4. ↑  https://www.nu.nl/muziek/3847305/sopraan-cristina-deutekom-82-overleden.html